# 海菖蒲属
海菖蒲属（学名：Enhalus）是水鳖科下的一个属，为海生、沉水草本植物。该属仅有海菖蒲（Enhalus acoroides）一种，分布于印度洋和西太平洋一带海岸。

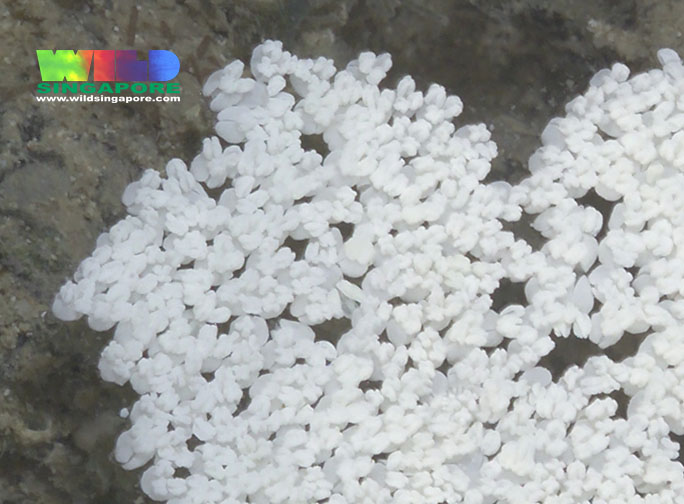
雄花

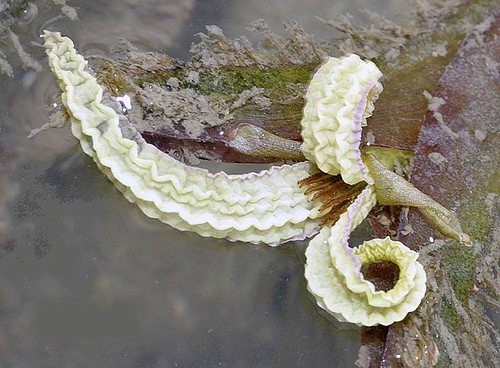
雌花